# Robert Donavan
Robert Donavan (* als Robert Grant Wassertheurer) ist ein US-amerikanischer Schauspieler. Anfang der 1980er Jahre begann er seine Schauspielkarriere. In den 1990er bis frühen 2000er Jahren wirkte er vor allem in Erotikfilmen, meistens an der Seite von Gabriella Hall, mit. Neuere Filmproduktionen mit seinen Mitwirkungen sind überwiegend im Horrorfilm-Genre angesiedelt.

## Leben
Donavan besuchte von 1966 bis 1968 die Palos Verdes High School. Von 1969 bis 1972 studierte er Betriebswirtschaft, Sport und Englisch an der California State Polytechnic University, Pomona. Von 1979 bis 1982 besuchte er die Lembeck University, an der er seinen Bachelor in Improvisationskomödie erlangte. Sein erster ernster Berufswunsch war Baseballspieler in der Major League Baseball. Bei Kimberly Jentzen vertiefte er zwischen 2018 und 2020 seine Schauspielkenntnisse.
Sein Fernsehdebüt gab Donavan 1983 in einer Episode der Fernsehserie Operation: Maskerade, ehe er 1984 in der wiederkehrenden Rolle des Phil Metcalf P. I. in der Fernsehserie Dallas auftrat und im selben Jahr in Protocol – Alles tanzt nach meiner Pfeife sein Spielfilmdebüt feierte. Von 1990 bis 1991 stellte er die Rolle des Sgt. Costello in der Fernsehserie Schatten der Leidenschaft dar. 1997 erhielt er größere Rollen in den beiden Filmen Skandal, Das Lustobjekt, Schiffbruch der Gefühle und Masseuse 2. Im selben Jahr mimte er in The Shooter – Der Scharfschütze die Rolle des Bürgermeisters Sayers. 1998 war er im Film Crash Dive II in der Rolle des Commander Gregori zu sehen. 2000 war er in einer Episode der Fernsehserie Walker, Texas Ranger als Antagonist zu sehen. 2003 spielte er im Film Final Examination die Rolle des Professor Andrews. 2023 war er im Horrorfilm The Exorcists – Die Hölle öffnet ihre Pforten als Pater John Murphy zu sehen. Sein Schaffen umfasst mehr als 130 Film- und Fernsehproduktionen.

## Filmografie (Auswahl)
- 1983: Operation: Maskerade (Masquerade, Fernsehserie, Episode 1x03)
- 1984: Dallas (Fernsehserie, 2 Episoden)
- 1984: Protocol – Alles tanzt nach meiner Pfeife (Protocol)
- 1990–1991: Schatten der Leidenschaft (The Young and the Restless, Fernsehserie, 3 Episoden)
- 1995: Screen Two (Fernsehserie, 2 Episoden, verschiedene Rollen)
- 1995: Crossing Over (Kurzfilm)
- 1995: Die Hölle von San Quentin (Broken Bars)
- 1996: Zeit der Sehnsucht (Days of Our Lives, Fernsehserie, 2 Episoden)
- 1997: Skandal (Passion and Romance: Scandal)
- 1997: Das Lustobjekt (Passion and Romance: Double or Nothing)
- 1997: Schiffbruch der Gefühle (Passion and Romance: Same Tale, Next Year)
- 1997: Expose
- 1997: Fair Play (All’s Fair in Love & War)
- 1997: The Shooter – Der Scharfschütze (The Shooter)
- 1997: Das Phantom der Lüste – Oh, süßeste Versuchung (Butterscotch: How Sweet It Is)
- 1997: Bikini Hoe-Down
- 1997: Don’t Sleep Alone
- 1997: Masseuse 2
- 1997: Black Leather Club
- 1997: The Palace
- 1997: Ozean der Träume (Passion and Romance: Ocean of Dreams)
- 1997: Das Phantom der Lüste – Mister Big (Butterscotch: Mission Invisible)
- 1997: Das Phantom der Lüste – Flower Power (Butterscotch: Power Flower)
- 1997: Außer Kontrolle (Click, Miniserie, 5 Episoden, verschiedene Rollen)
- 1997: You Only Live Until You Die
- 1997: The Body Beautiful
- 1998: Hilfe, mein Dad ist unsichtbar (Invisible Dad)
- 1998: Crash Dive II (Counter Measures)
- 1998: Die kleine Hexe (Little Miss Magic)
- 1998: Curse of the Puppet Master
- 1998: Fast Food
- 1998: Mom’s Outta Sight
- 1998: Black Widow Escort
- 1998: Sex Files: Alien Erotica
- 1998: Love and War II
- 1999: Mörderbike (Murdercycle)
- 1999: Phantom Town
- 1999: Hidden Beauties
- 1999: Alien Arsenal – Welt in Gefahr (Alien Arsenal, Fernsehfilm)
- 1999: Eureka Street (Miniserie, 2 Episoden)
- 1999: Kreuzfahrtschiff auf Todeskurs (Final Voyage)
- 1999: The Escort III
- 1999: Scandal: On the Other Side
- 2000: Walker, Texas Ranger (Fernsehserie, Episode 8x17)
- 2000: Who’s Watching Who (Fernsehfilm)
- 2000: Agent Red – Ein tödlicher Auftrag (Agent Red)
- 2000: Sex Files: Alien Erotica II
- 2000: Sex Files: Erotic Possessions
- 2000: Scandal: Lawful Entry
- 2000: Sex Files: Pleasureville
- 2000: Oral Office – Sex und Politik (Scandal – Part VI)
- 2000: Scandal: Body of Love
- 2000: Emmanuelle 2000 (Fernsehserie, 4 Episoden)
- 2001: Micro Mini Kids
- 2001: Schneller Sex – Kurzer Ruhm (Scandal: 15 Minutes of Fame)
- 2001: Verhängnisvolle Leidenschaft (Scandal: Sin in the City)
- 2001: Stitches
- 2001: Scandal: Sex@students.edu
- 2001: Private Call
- 2001: After Midnight (Tomorrow by Midnight)
- 2002: The Frightening
- 2002: Trancers 6
- 2002: Stranded – Operation Weltraum (Stranded)
- 2002: Spider’s Web
- 2002: Pretty Cool
- 2003: Final Examination
- 2003: Speed Demon
- 2004: The Curse of the Komodo
- 2004: Young and Seductive (Fernsehfilm)
- 2004: The Hazing
- 2004: Corpses
- 2005: Jacqueline Hyde
- 2006: Nightmare Man
- 2007: Pocket Girl: Pretty Cool Too!!
- 2007: Aliens Gone Wild (Fernsehfilm)
- 2008: Sex Wars
- 2008: Alien Sex Files 3: Sex from Outer Space (Fernsehfilm)
- 2009: The Making of Gnome Killer 2
- 2009: She Alien
- 2009: Alien Ecstasy
- 2009: The Killers (Fernsehfilm)
- 2010: La guerre des sexes (Fernsehfilm)
- 2010: Ehe ist… (’Til Death, Fernsehserie, 2 Episoden)
- 2010: One in the Gun
- 2011: Emmanuelle Through Time: Emmanuelle’s Sexy Bite (Fernsehfilm)
- 2011: Emmanuelle Through Time: Emmanuelle’s Supernatural Sexual Activity (Fernsehfilm)
- 2011: Cheerleader Massacre 2
- 2012: Adventures Into the Woods: A Sexy Musical
- 2012: Emmanuelle Through Time: Emmanuelle’s Skin City (Fernsehfilm)
- 2012: Emmanuelle Through Time: Rod Steele 0014 & Naked Agent 0069
- 2016: Paranormal Sexperiments (Fernsehfilm)
- 2017: The Black Room
- 2017: Spreading Darkness
- 2018: Dirty Dead Con Men
- 2018: Sunset Society
- 2018: Killer Kate!
- 2019: Seven Deadly Sins (Art of the Dead)
- 2019: Fatal Perfection (Kurzfilm)
- 2020: Attack of the Unknown
- 2021: C.O.R.N.
- 2022: Final X: The Final Experiment (Kurzfilm)
- 2022: DumbFellas
- 2022: Family Affair
- 2022: Christmas on Repeat
- 2022: Tommyknockers
- 2022: It’s Beginning to Look a Lot Like Murder (Fernsehfilm)
- 2023: That’s a Wrap
- 2023: The Exorcists – Die Hölle öffnet ihre Pforten (The Exorcists)
- 2023: A Fargo Christmas Story
- 2023: Snow White and the Seven Samurai
- 2024: Arena Wars
- 2024: Fragment